# Triadine
La triadine (TRDN) est une protéine intervenant dans la libération du calcium induite par le calcium. Son gène est le TRDN situé sur le chromosome 6 humain.

## Rôles
Il est exprimé au niveau des canaux calciques du réticulum endoplasmique des cellules musculaires squelettiques ou cardiaques. Il en existe plusieurs isoformes secondaire à un épissage différent, l'une d'entre elles s'exprimant préférentiellement dans le cardiomyocyte. Il intervient ainsi dans la régulation du calcium dans les cellules musculaires.
Il se fixe sur le récepteur de la ryanodine, un canal calcique musculaire, ainsi qu'à la calséquestrine.
Il interviendrait dans la structuration du réticulum endoplamique. 
Un ARN non codant, Trdn-as, intervient dans la synthèse des différentes isoformes de la protéine. 

## En médecine
La mutation de son gène peut entraîner un syndrome du QT long responsable de mort subite chez l'enfant. Une autre mutation est responsable de tachycardie ventriculaire polymorphe catécholergique.